# 艾伯茨山
73°2′S 167°52′E / 73.033°S 167.867°E
艾伯茨山（Mount Alberts），是南極洲的山峰，位於維多利亞地的博克格雷溫克海岸，處於菲利普斯山以東18公里的馬爾塔高原東側，海拔高度2,320米，現時由南極條約體系管理。